# 학산여자고등학교
학산여자고등학교(鶴山女子高等學校)는 대한민국 부산광역시 동래구 명장동에 있는 사립 고등학교이다.

## 학교 연혁
- 1984년 8월 29일 : 교사 신축 기공식 시행
- 1984년 11월 14일 : 학교법인 정관 변경 신청
- 1984년 12월 17일 : 학산여자고등학교 보통과 10학급 인가(문교부)
- 1985년 2월 9일 : 학산법인 학산학원 김주홍 이사장 취임
- 1985년 3월 5일 : 학산여자고등학교 개교와 초대 김계홍 교장 취임식 및 신입생 589명 입학식 거행
- 1985년 3월 7일 : 본 교사 준공(보통교실 16, 관리실 5, 특별실 4)
- 1985년 12월 5일 : 2학급 증설 인가로 학칙 변경(완성학급 36학급)
- 1986년 12월 13일 : 배구부 창단 및 체육관 개관
- 1987년 11월 2일 : 교사 증축(보통교실 5)
- 1988년 2월 11일 : 졸업식(제1회 581명 졸업)
- 1994년 3월 14일 : 배드민턴부 창단
- 2002년 2월 27일 : 신관 교사(학천관) 증축(보통교실 5, 화장실 1)
- 2003년 9월 1일 : 신관(대강당 1, 소강당 1, 도서실 1) 완공
- 2009년 4월 24일 : 학교법인 학산학원 정해천 이사장 취임
- 2009년 12월 28일 : 특수학급 배치(1학급) 총 37개 학급
- 2012년 3월 2일 : 자율학교 지정 운영
- 2012년 3월 2일 : 교과교실제 정책 연구학교 지정 운영
- 2013년 3월 2일 : 선진형 교과교실 운영
- 2023년 8월 31일 : 학교법인 학산학원 송기찬 이사장 취임
- 2025년 2월 6일 : 제38회 졸업식 (9학급 193명, 총 졸업생 17,820명)
- 2025년 3월 4일 : 제41회 입학식(9학급 209명)
- 2025년 3월 5일 : 제20대 이석호 교장 취임

## 참고 자료
- 학산여자고등학교 - 한국교육학술정보원 학교알리미